# Chamoux-sur-Gelon
Chamoux-sur-Gelon (früher italienisch Chiamosso) ist eine französische Gemeinde mit 961 Einwohnern (Stand: 1. Januar 2022) innerhalb des Arrondissements Chambéry im Département Savoie in der Region Auvergne-Rhône-Alpes. Die Gemeinde gehört zum Kanton Saint-Pierre-d’Albigny (bis 2015: Kanton Chamoux-sur-Gelon).

## Geographie
Chamoux-sur-Gelon liegt etwa 23 Kilometer ostsüdöstlich von Chambéry im Tal des Flusses Gélon. Umgeben wird Chamoux-sur-Gelon von den Nachbargemeinden Bourgneuf im Norden und Nordosten, Montgilbert im Osten, Montendry im Osten und Südosten, Champ-Laurent im Süden, Villard-Léger im Südwesten, Betton-Bettonet im Westen sowie Châteauneuf im Nordwesten.

## Bevölkerungsentwicklung
| Jahr                       | 1962 | 1968 | 1975 | 1982 | 1990 | 1999 | 2006 | 2013 |
| -------------------------- | ---- | ---- | ---- | ---- | ---- | ---- | ---- | ---- |
| Einwohner                  | 662  | 585  | 518  | 600  | 639  | 678  | 797  | 898  |
| Quellen: Cassini und INSEE |      |      |      |      |      |      |      |      |

## Sehenswürdigkeiten
- Burg Verdon (auch alte Burg genannt) aus der Zeit um 1100, Ruine
- Schloss Chamoux, ursprünglich aus dem 13. Jahrhundert, teilweise Monument historique seit 1977
- Wehrhaus von  Villardizier  aus dem 13. Jahrhundert